# Iberina mazarredoi
Iberina mazarredoi là một loài nhện trong họ Hahniidae.
Loài này thuộc chi Iberina. Iberina mazarredoi được miêu tả năm 1881 bởi Eugène Simon.